# 'O Surdato 'Nnamurato
"'O Surdato 'Nnamurato" (Engels: "The Soldier in Love") is een van de bekendste nummers ooit geschreven in de Napolitaanse taal. Het nummer wordt algemeen beschouwd als het volkslied van S.S.C. Napoli.
De woorden werden geschreven door Aniello Califano in 1915; de muziek werd gecomponeerd door Enrico Cannio. Het lied beschrijft het verdriet van een soldaat die aan het front vecht tijdens de Eerste Wereldoorlog, smachtend naar zijn geliefde.
Anna Magnani's versie van het nummer, dat ze zong in de film La sciantosa, is relatief bekend, evenals de moderne versie van Massimo Ranieri.

## Liedtekst
Staje luntana da stu core,

a te volo cu 'o penziero:

niente voglio e niente spero

ca tenerte sempe a fianco a me!

Si' sicura 'e chist'ammore

comm'i' so' sicuro 'e te...

Oje vita, oje vita mia...

oje core 'e chistu core...

si' stata 'o primmo ammore...

e 'o primmo e ll'ùrdemo sarraje pe' me!

Quanta notte nun te veco,

nun te sento 'int'a sti bbracce,

nun te vaso chesta faccia,

nun t'astregno forte 'mbraccio a me?!

Ma, scetánnome 'a sti suonne,

mme faje chiagnere pe' te...

Oje vita....

Scrive sempe e sta' cuntenta:

io nun penzo che a te sola...

Nu penziero mme cunzola,

ca tu pienze sulamente a me...

'A cchiù bella 'e tutt 'e bbelle,

nun è maje cchiù bella 'e te!

Oje vita....